# Hardcore Justice 2014 (gennaio)
Hardcore Justice 2014 (denominato anche One Night Only: Hardcore Justice 3) è stato l'undicesima edizione ed è la seconda della sua serie ad essere stata inserita nel pay-per-view della serie TNA One Night Only. L'evento ha avuto luogo il 29 dicembre 2013 presso il Lowell Auditorium di Lowell in Massachusetts ed è stato trasmesso il 10 gennaio 2014.

## Risultati
| # | Match | Stipulazioni | Durata |
| - | --- | --- | ------ |
| 1 | Ethan Carter III ha sconfitto Tommy Dreamer                                                                                             | Tables match | 09:20  |
| 2 | Austin Aries ha sconfitto Chris Sabin                                                                                                   | Xscape match | 14:38  |
| 3 | Bobby Roode ha sconfitto Samoa Joe per squalifica                                                                                       | Single match per avere un vantaggio nel Lethal Lockdown match dell'incontro del main event (la riga Nr. 6 di questa tabella) | 10:11  |
| 4 | Lei'D Tapa ha sconfitto Velvet Sky | Street Fight match | 08:05  |
| 5 | Joseph Park ed Eric Young hanno sconfitto Bad Influence (Christopher Daniels e Kazarian)                                                | Full Metal Mayhem match | 13:37  |
| 6 | Bully Ray ha sconfitto Mr. Anderson | Last Man Standing match | 13:01  |
| 7 | Il Team Angle (Kurt Angle, Samoa Joe, James Storm ed Abyss) ha sconfitto il Team Roode (Bobby Roode, Robbie E, Jessie Godderz e Magnus) | Six Sides of Steel match | 21:16  |
|   | (c) = campione in carica al momento dell'inizio del match.                                                                              | |        |